# Goran Sankovič
Goran Sankovič (Celje, 18 de junho de 1979 – 4 de junho de 2022) foi um futebolista esloveno, que atuava como zagueiro.

## Seleção
Goran Sankovič representou a Seleção Eslovena de Futebol na Copa do Mundo de 2002, na Coreia do Sul e Japão.